# Phyllanthus scaber
Phyllanthus scaber är en emblikaväxtart som beskrevs av Johann Friedrich Klotzsch. Phyllanthus scaber ingår i släktet Phyllanthus och familjen emblikaväxter. Inga underarter finns listade i Catalogue of Life.